# درمبون
درمبون (به ارمنی: Դրմբոն) یک منطقهٔ مسکونی در جمهوری آرتساخ است که در استان مارتاکرت واقع شده‌است. درمبون ۶۴۵ جمعیت دارد.

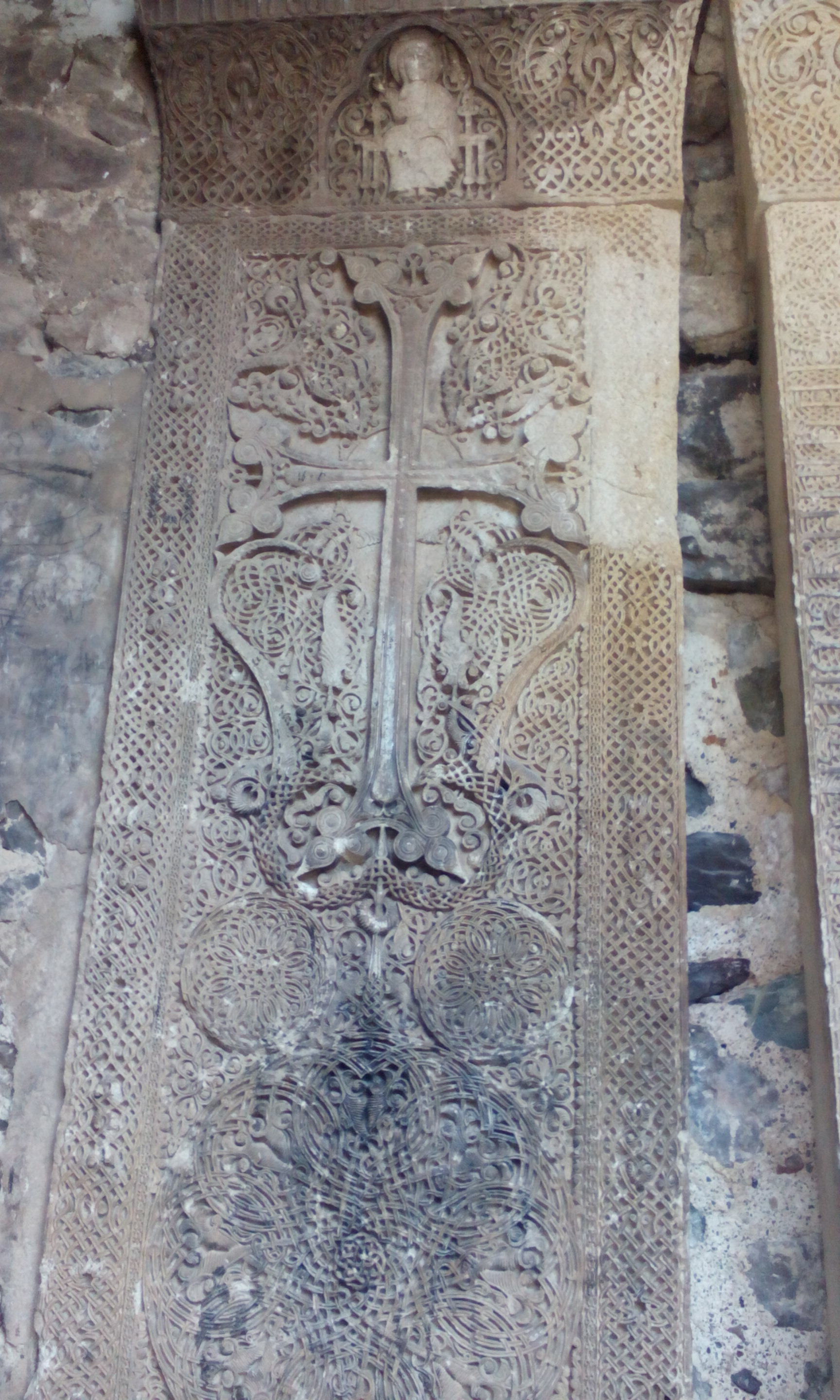
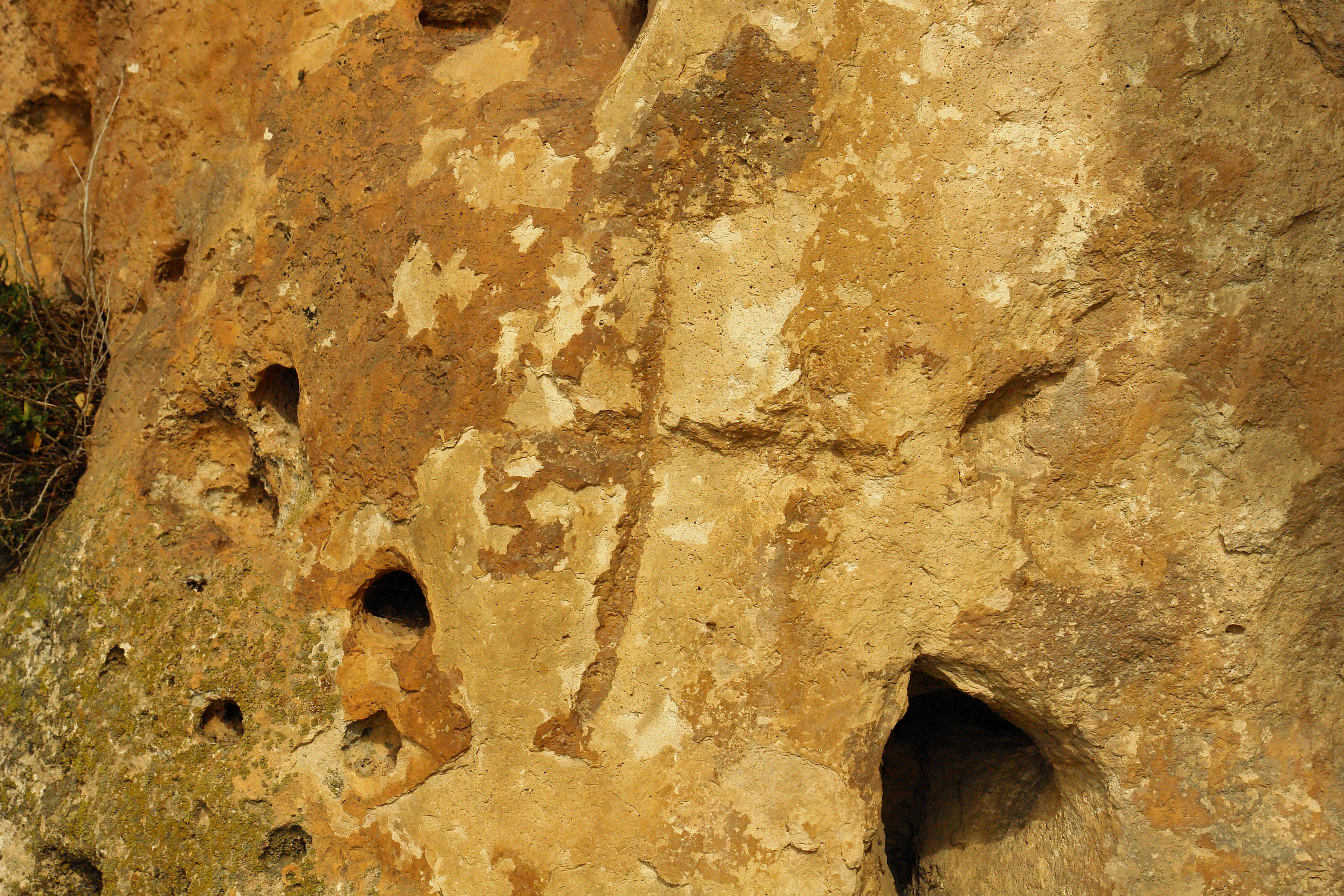